# Milan Bortel
Milan Bortel (Ilava, 7 aprile 1987) è un calciatore slovacco, difensore del Gols.

## Caratteristiche tecniche
Gioca come difensore centrale.

## Carriera
Dopo aver giocato nel settore giovanile del Dubnica nel 2005 all'età di 18 anni si trasferisce a giocare in Italia, venendo tesserato dai pugliesi del Manduria, squadra di Serie D; nella stagione 2005-2006 gioca 28 partite di campionato, ed a fine anno sale di categoria venendo acquistato dal Manfredonia, formazione di Serie C2. Nella stagione 2006-2007 gioca 4 partite in quarta serie, mentre nella stagione successiva disputa 15 partite di campionato. Nella stagione 2008-2009 diventa titolare fisso, giocando 32 delle 34 partite di campionato ed entrambe le partite dei play-out, vinti contro l'Isola Liri. Nell'estate del 2009 viene acquistato dal Catania, club di Serie A, con cui firma un contratto quadriennale; nelle settimane successive all'acquisto il club etneo lo cede in prestito alla SPAL, squadra di Lega Pro Prima Divisione, con la quale nella stagione 2009-2010 Bortel disputa 22 partite; nell'estate del 2010 viene acquistato a titolo definitivo dal club estense, con il quale nel corso della stagione 2010-2011 disputa ulteriori 16 partite nel campionato di Lega Pro Prima Divisione.
Nell'estate del 2011 viene ceduto ai rumeni del Târgu Mureș, che lo impiegano nella loro squadra riserve; nel gennaio del 2012 passa poi al Sered', squadra della seconda serie slovacca, con la cui maglia termina la stagione 2011-2012. Nell'estate del 2012 viene tesserato dal ViOn Z.M., formazione della massima serie del suo Paese natale, con cui nella stagione 2012-2013 gioca una partita in Coppa di Slovacchia e 15 partite nella massima serie slovacca; nel gennaio del 2013 passa ai cechi dello Slavia Praga, con i quali conclude la stagione 2013-2014 disputando 12 partite nel campionato ceco. Rimane allo Slavia Praga anche nella stagione 2013-2014, nel corso della quale disputa 8 partite e segna una rete nella massima serie ceca. Nell'estate del 2014 torna in patria, allo Spartak Trnava; con il suo nuovo club nella stagione 2014-2015 esordisce nelle coppe europee, giocando 7 partite nei turni preliminari di Europa League. Scende inoltre in campo in 2 partite di Coppa di Slovacchia ed in 26 partite di campionato, competizione nella quale segna anche il suo unico gol stagionale e nella quale lo Spartak Trnava arriva al quarto posto in classifica qualificandosi anche per la stagione successiva all'Europa League. Nella stagione 2015-2016 Bortel disputa altre 4 partite nei preliminari di Europa League e 9 partite nella massima serie slovacca; nel gennaio del 2016 viene ceduto all'Horn, formazione della terza divisione del campionato austriaco, con la quale termina la stagione 2015-2016 segnando un gol in 12 partite in campionato, competizione che la sua squadra vince; il difensore slovacco viene confermato in squadra anche per la stagione 2016-2017, disputata in Erste Liga.

## Palmarès

### Club

#### Competizioni nazionali
- Fußball-Regionalliga (Austria): 1

Horn: 2015-2016